# 496 TCN
496 TCN là một năm trong lịch La Mã.

## Sự kiện
Ngô Vương Hạp Lư trúng tên tử trận